# Bourg-en-Bresse-Sud (tổng)
Tổng Bourg-en-Bresse-Sud là một đơn vị hành chính ở phía đông nước Pháp. Tổng này thuộc quận Bourg-en-Bresse, tỉnh Ain trong vùng Rhône-Alpes.
Tổng này bao gồm các xã:
| Xã              | Dân số | Mã bưu chính | Mã insee |
| --------------- | ------ | ------------ | -------- |
| Bourg-en-Bresse | 14 616 | 01000        | 01053    |

## Thông tin nhân khẩu
| 1962                                                     | 1968 | 1975 | 1982 | 1990   | 1999   |
| -------------------------------------------------------- | ---- | ---- | ---- | ------ | ------ |
| -                                                        | -    | -    | -    | 12 209 | 14 616 |
| Nombre retenu à partir de 1962 : dân số không tính trùng |      |      |      |        |        |